# Peter Ponzol
Peter Ponzol (* 15. November 1938 in Philadelphia) ist ein amerikanischer Jazzmusiker (Altsaxophon, Tenorsaxophon, Flöte) und Instrumentenentwickler.

## Leben und Wirken
Ponzol erhielt Privatunterricht, studierte aber ergänzend am „Institute of Fine Arts“. Anschließend arbeitete er in New York City mit Joe Gallardo und Abbey Rader, mit denen er auch auf Tournee ging und die Platte „Prism“ einspielte. Außerdem spielte er mit Todd Rundgren, Monty Alexander, Randy Brecker, Paul Chambers, Jimmy Cobb, Art Davis, Bob Moses, Mike Nock oder Larry Young. Er beschäftigte sich zunehmend mit dem Spiel auf dem Lyricon. Mit einem Stipendium des Deutschen Akademischen Austauschdienstes kam er 1981 nach Deutschland. Er spielte längere Zeit im Jazzensemble des Hessischen Rundfunks, im Duo mit Elvira Plenar und mit der Frankfurt Jazz Big Band, aber trat auch mit John Taylor, Lajos Dudas oder Fredi Alberti auf. Gallardo und Charles Austin holten ihn in ihr New Orchestra. Daneben entwickelte er für verschiedene Hersteller Saxophon-Mundstücke. Ab 1993 arbeitete Ponzol wieder in den Vereinigten Staaten und trat mit eigenen Gruppen auf, teilweise zusammen mit Abbey Rader. In erster Linie konzentrierte er sich nun auf die Entwicklung von Mundstücken; er entwickelte seine Serie von Saxophon-Mundstücken für den Instrumentenbauer „Keilwerth“ weiter und begann die Produktion eigener Mundstückreihen, auch aus chirurgischem Edelstahl.

## Diskographische Hinweise
- Conversations (1978)
- Soundscapes (2000)

## Lexigraphische Einträge
- Martin Kunzler: Jazz-Lexikon. Band 2: M–Z (= rororo-Sachbuch. Bd. 16513). 2. Auflage. Rowohlt, Reinbek bei Hamburg 2004, ISBN 3-499-16513-9.